# 극장판 메이저 우정의 강속구
《극장판 MAJOR 메이저 우정의 일구（위닝 샷）》(원제 : 劇場版MAJORメジャー友情の一球（ウイニングショット）)는 미츠다 타쿠야의 소학관의 소년 만화 잡지 《주간 소년 선데이》에서 연재되는 만화 『MAJOR』을 원작으로한 TV시리즈 애니메이션 『MAJOR』의 2008년 제작된 극장판 애니메이션 영화이다.
대한민국에서는 에이원 엔터테인먼트에서 수입하여 『극장판 메이저 우정의 강속구』라는 이름으로 인물의 이름을 한국식으로 바꾸어 한국어 더빙만으로 2011년 봄 개봉 계획을 가졌으나 2011년 9월 8일으로 연기되었고, 2011년 10월 20일로 개봉이 다시 연기되었다.

## 출연
- 쿠마이 모토코 : 시게노 고로-소년기 역
- 모리쿠보 쇼타로 : 시게노 고로-청년기 역
- 오오우라 후유카 : 사토 토시야 역
- 쿠기미야 리에 : 코모리 다이스케 역
- 사사모토 유코 : 시미즈 카오루 역
- 사쿠야 슌스케 : 시게노 히데키 역
- 노다 준코 : 시게노 모모코 역
- 코야스 타케히토 : 혼다 시게하루 역
- 오치아이 코지 : 조지 깁슨 역
- 렌부츠 미사코 : 코가 메구미 역
- 와타나베 아츠무 : 카고시마 리틀 감독 역
- 에도 하루미 : 장내 아나운서 역

## 스탭
- 원작 : 미츠다 타쿠야
- 캐릭터 원안 : 미츠다 타쿠야
- 각본 : 츠치야 미치히로
- 캐릭터 디자인 : 타카미 아키오
- 총작화 감독 : 타카미 아키오
- 음악 : 나카가와 고타로
- 감독 : 카토 타카오
- 제작 : 극장판 메이저 제작 위원회

## 해외 수출

### 대한민국
- 개봉 : 2011년 10월 20일
- 관람등급 : 전체 관람가
- 러닝타임 : 104분
- 수입 : 에이원 엔터테인먼트
- 배급 : 에이원 엔터테인먼트
- 홍보마케팅 : 이노기획
- 온라인 마케팅 : ZNE (지앤이)
- 예고편 : 크레파스
- 디자인 : HAMMER
- 홈페이지 : http://major2011.co.kr/%5B깨진+링크(과거+내용+찾기)%5D

## 해외 더빙

### 대한민국
- 정유미 : 박찬(어린시절) 한국어 더빙 역
- 김장 : 박찬(성인) 한국어 더빙 역
- 정명준 : 김건형 한국어 더빙 역
- 김보영 : 김건희 한국어 더빙 역
- 최승훈 : 민한결 한국어 더빙 역
- 홍범기 : 맥스 한국어 더빙 역
- 김광국 : 아서 한국어 더빙 역
- 김정은 : 박철민 한국어 더빙 역

## 관련 목록
- 메이저 (만화)
- 메이저 (애니메이션)